# Enicospilus krossus
Enicospilus krossus là một loài tò vò trong họ Ichneumonidae.